# Непомнящий Микола Миколайович
Микола Миколайович Непомнящий (нар. 29 серпня 1955 року) — радянський і російський письменник, журналіст, публіцист, перекладач, мандрівник-африканіст, член  Спілки письменників Росії. Володіє декількома мовами, в тому числі  англійською,  португальською, французькою,  німецькою і  фула.

## Біографія
Микола Непомнящий народився 29 серпня 1955 року в  Москві. Навчався в спеціалізованій школі з поглибленим вивченням  німецької мови. Улюбленими предметами були географія, зоологія та іноземні мови. Після школи продовжив освіту в  Інституті країн Азії і Африки при  Московському державному університеті, на відділенні  африканістики.
У 1974 році почав друкуватися в журналах "Молодая гвардия", "Знание — сила" і "Техника - молодежи". В 1979 р. в літературному альманасі « Океан» (1972—1987) опубліковано історичний нарис «Колумб знав, куди він пливе?», з якого почалася публіцистична кар'єра Миколи Непомнящего.
Після закінчення інституту рік провів у відрядженні в Мозамбіку, де працював за фахом  перекладач  португальської мови . Після повернення до Москви працював кореспондентом і редактором у газетах «За рубежом» і «Неделя», журналах « Ровесник» і « Юний натураліст ». В 1981 р. видав свою першу книгу за матеріалами, зібраними під час відрядження в Африку — «Колісниця в пустелі» (видавництво « Наука», Москва, 1981).
В  лютому 1987 р. увійшов до складу редакційної колегії науково-художнього журналу ЦК ВЛКСМ «Вокруг света»  на посаді завідувача відділу літератури, а потім став відповідальним секретарем редакції. З 1993 по 1999 роки — шеф-редактор цього журналу. У різні роки був головним редактором газети "Клады и сокровища" і журналу "Всемирный следопыт", відповідальним редактором газети "Птичий Рынок" і журналу "Загадки истории", що закрилися через незалежні від редактора причини.
З 1998 року тісно співпрацює з видавництвом «Віче», де регулярно публікується . З 2001 рік а очолив стару редакцію журналу «Вокруг света», який в 2001—2003 роках виходив під назвою «Путешествие вокруг света», а з  липня 2003 р. по грудень 2007 р. — під назвою «Путешествие по свету». В 2008 р. це друковане видання припинило існування . В даний час стара редакція "Вокруг света" існує під назвою "Путешествуем по свету" і розміщує на сайті Національного географічного товариства www.rusngo.ru однойменний журнал.
Микола Непомнящий публіцист і письменник. Його авторству належить понад 250 книжок про подорожі, загадки історії, природи, людини, про домашніх кішок і метеликів. Багато подорожує різними регіонами планети, виступає як експерт на телеканалах.

### Ранні публікації (1979-1996)
- Колумб знал, куда он плывёт?[6] (1979)
- Колесницы в пустыне[7] — М.: Наука, 1981. — 200 с., 30 000 экз.
- Земля гереро — М.: Молодая гвардия, 1985. — 112 с., 75 000 экз.
- Разгадка близка[8] — М.: Знание, 1989. — 48 с., 1 929 685 экз.
- Так кто же открыл Америку? — М.: Знание, 1990. — 48 с., 2 484 627 экз.
- НЛО просит посадки.[9] М.: Профиздат, 1991. — 240 с., 100 000 экз. (в соавторстве с А. С. Кузовкиным)
- Крик мамонта[10] (1991)
- Что случилось с эсминцем «Элдридж»?[11] — М.: Знание, 1991.— 48 с., 2 819 854 экз. (в соавторстве с А. С. Кузовкиным)
- Последние из атлантов[12] М.,1992. — 128 с., 50 000 экз.
- Легко ли быть оборотнем?[13] (1992)
- Книга тайн — 4. — М.: Мистерия, 1993. — 440 с., 50 000 экз. (составитель).
- За порогом вероятного[14] (1994)
- Очевидное и невероятное. — М.: Дрофа, 1995. — 320 с., 20 000 экз.
- Неразгаданные тайны. — Смоленск: Русич, 1996. — 144 с., 5 000 экз.

### Серія «Занимательная история»
- Пиастры, пиастры, пиастры… (1996)[15]

### Серія «XX век — Хроника необъяснимого»
- Событие за событием[16] (1997)
- Год за годом[17] (1997)
- Гипотеза за гипотезой[18] (1998)
- Проект «НЛО»[19] (1998)
- Открытие за открытием[20] (2000)
- Время — Назад[21] (2000)
- Проклятие вещей и проклятые места[22] (2000)

### Серія «Энциклопедия загадочного и неведомого»
- Экзотическая зоология[23] (1997)
- Кунсткамера аномалий[24] (1997)
- Неожиданные предсказания[25] М. Олимп. — Назрань, АСТ., 1998. — 524 с. 10 000 экз; 1999—524 с., 4 000 экз
- Необъяснимые явления[26] (1998)
- По следам великанов[27] М.; АСТ — Олимп, 1998—508 с., 10 000 экз.
- Странники Вселенной[28]— М.: Олимп; Назрань: АСТ. 1998, — 540 с., 10 000 экз.; 1999.— 4 000 экз.
- Загадки сынов Атлантиды. — М.; АСТ — Олим., 1999—540 с., 4 000 экз.
- Таинственные исчезновения и перемещения[29] (2000)
- Зоопарк диковин нашей планеты[30] (2000)
- Самые невероятные случаи[31] (2001)
- Гигантский морской змей[32] (2001)
- По следам морского змея[33] (2003)

### Серія «Загадки Третьего рейха»
- Несостоявшиеся фюреры. Гесс и Гейдрих[34] (2004)
- Зодиак и свастика. Секретные материалы нацизма[35] (2005)
- Загадки абвера. Тайная война адмирала Канариса[36] (2005)
- Секретные материалы нацизма: От «Аненэрбе» до золота Шлимана[37] (2007)

### Серія «Таинственные места Земли»
- Хетты. Неизвестная Империя Малой Азии[38] (2004)
- Доисторическая Европа[39] (2004)
- Неведомая Африка[40] (2004)
- Остров Пасхи[41] (2005)

### Серія довідників «100 великих»
- 100 великих загадок XX века[42] (2004)
- 100 великих тайн Второй мировой[43] М., Вече, 2005
- 100 великих тайн Древнего мира[44] (2005)
- 100 великих загадок истории[45] М.: Вече, 2005. — 496 с.
- 100 великих загадок природы[46] М.: Вече, 2005. — 480 с.,
- 100 великих тайн. М.: Вече, 2005 (в соавторстве с А. Низовским)
- 100 великих событий XX века[47] (2006)
- 100 великих загадок русской истории[48] (2006)
- 100 великих рекордов стихий[49] М., Вече, 2007
- 100 великих феноменов[50] (2007)
- 100 великих загадок живой природы. М.: Вече, 2007. — 480 с.
- 100 великих кладов[51] М., Вече, 2007
- 100 великих сокровищ России[52] М., Вече, 2008
- 100 великих загадок Африки[53] (2008)
- 100 великих тайн Востока[54] М., Вече, 2008
- 100 великих событий XX века. М., Вече, 2008
- 100 великих тайн[55] (2010)
- 100 великих загадок Индии[56] М.: Вече, 2010. — 432 с., 7 000 экз.
- 100 великих загадок XX века. — М.: Вече, 2010
- 100 великих кладов[51] М., Вече, 2011—432 с., 3 000 экз.
- 500 великих катастроф[57] М., Вече, 2012
- 100 великих загадок природы[46] М.: Вече, 2012. — 480 с., 4 000 экз.
- 100 великих рекордов живой природы[58] М., Вече, 2012
- 100 великих русских путешественников[59] М., Вече, 2013
- 100 великих тайн советской эпохи[60] М., Вече, 2013
- 100 великих городов древности[61] М.: Вече, 2013
- 100 великих загадок живой природы. М.: Вече, 2013. — 480 с., 3 000 экз.
- 100 великих тайн Востока[54] М., Вече, 2013
- 100 великих тайн Древнего мира. М., Вече, 2013
- 100 великих приключений[62] (2014) (в соавторстве с А. Низовским)
- 100 великих рекордов живой природы[58] М., Вече, 2014
- 100 великих загадок современности[63] М., Вече, 2014.
- 100 великих тайн доисторического мира[64] (2014)
- 100 великих тайн. М., Вече, 2014 (в соавторстве с А. Низовским)
- 100 великих загадок русской истории. М.: Вече, 2014. — 480 с., 3 000 экз.
- 100 великих феноменов. М., Вече, 2014
- 100 великих мифических существ[65] М.; Вече, 2015
- 100 великих тайн Нового Времени[66] М., Вече, 2015
- 100 великих событий XX века. М., Вече, 2015
- 100 великих идей, изменивших мир[67] М., Вече, 2016—416 с., 3 000 экз.
- 100 великих исчезновений. М.: Вече, 2016
- 100 великих крепостей мира. М.: Вече, 2016
- 100 великих тайн Второй Мировой. М., Вече, 2016

### Серія «Величайшие тайны мира»
- Величайшие загадки истории[68] М., Вече, 2006, 2007, 2008
- Величайшие загадки XX века[69] (2006)
- Величайшие загадки аномальных явлений[70] (2006)
- Величайшие катастрофы мира. Энциклопедический справочник[71] (2008)
- Величайшие тайны мира. Энциклопедический справочник[72] (2008)

### Серія «Исторический путеводитель»
- Мальдивы, Маврикий, Сейшелы. Жемчужины Индийского океана[73] (2007)
- Израиль. Путешествие за впечатлением и здоровьем[74] (2007)
- Испания, которую мы не знали[75] (2007)
- Замки Франции. Путешествие в глубь времен[76] (2008)
- Хорватия. Под парусом морскими дорогами Далмации[77] (2008)
- Южно-Африканская Республика. Весь мир в одной стране[78] (2010)
- Путешествие на Восток цесаревича Николая[79] (2010)
- Иран. Страна-загадка, открывающаяся миру[80] (2010)
- Стамбул. Новый Вавилон на берегах Босфора[81] (2011)
- Пути Леонардо. От Тосканы до Луары[82] (2011)
- Испания. Перекрёсток тысячелетий[83] (2012)
- Италия. Страна моря и солнца[84] (2015)

### Серія «Библиотека открытий»
- Тайны легендарных животных[85] (2008)
- Тайны удивительных животных[86] (2009)
- Тайны исчезнувших животных[87] (2009)
- Тайны великих цариц[88] (2010)

### Серія «Кунсткамеры тайных знаний»
- Катастрофы и катаклизмы[89] (2010)
- Люди-феномены[90] (2010)
- Таинственные явления и чудеса природы[91] (2010)
- Великие пророки современности[92] (2010)
- Сверхъестественные силы природы[93] (2011)

### Серія «Барабашка»
- Странники вселенной. — М.: Сантакс-пресс, 1996. — 336 с., 15 000 экз.

### Серія «Всемирная история»
- СССР. Зловещие тайны великой эпохи[94] (2014)
- Неизвестная Великая Отечественная[95] (2014)
- Гарем до и после Хюррем[96] М., Центрполиграф, 2014
- Крым. 47 сюжетов о прошлом и будущем[97] (2014)

### Серія «Тайны древних цивилизаций»
- Тайны древних цивилизаций[98] (2001)
- Тайны древней Африки[99] (2002)

### Паранормальні явища, містика
- Экзотическая зоология (1997)[100]
- Антология Непознанного. Неведомое, необъяснимое, невероятное[101] (1998)
- Таинственные феномены и парадоксы[102] (2002)
- Секретные файлы ФБР[103] (2002)
- Тайны криптозоологии[104] (2003)
- Люди-феномены[105] (2003)
- Я познаю мир: НЛО[106] (2004)
- Великая книга катастроф[107] (2006)
- Великая книга пророков[108] М., Вече, 2006
- Тарелки над Кремлем[109] (2008)
- Энциклопедия аномальных явлений мира[110] (2008)
- Лох-Несс и озёрные чудовища[111] (2006)
- Лох-Несс и озёрные чудовища Европы[112] (2015)

### Наукова та художня література
- Тайны военной агентуры[113] (1999)
- Военные катастрофы на море[114] (2001)
- Тайны кладов[115] М.: Вече, 1999.— 416 с., 16 000 экз.
- Боргезе. Чёрный князь людей-торпед[116] М., Вече, 2002
- Тайны ушедших веков[117] (2002)
- Тайны природы[118] (2002)
- Военные загадки Третьего рейха[119] М., Вече, 2002
- Тайны советской эпохи[120] (2003)
- Тайны Нового времени[121] (2003)
- 20 лет неразгаданных тайн. От Гражданской до Отечественной[122] М., Вече, 2003
- Тайны эпохи рыцарей[123] (2004)
- Буйство цунами и грядущие катастрофы Земли[124] М., Вече, 2005
- Чернобыль. Неизвестные подробности катастрофы[125] (2006)
- Загадки старой Персии[126] (2010)
- Загадки истории России[127] (2012)
- Запрещённая история, или Колумб Америку не открывал[128] (2013)
- Тайные общества Чёрной Африки[129] (2013)
- Аненербе и высокие технологии Третьего рейха[130] (2014)

### Книги про тварин
- Кошка в вашем доме. — М. : Профиздат, 1990. — 230 с. — 100 000 экз.
- Кошачье царство. — М. : Хоббикнига, 1993. — 192 с. — 50 000 экз.
- 100 кошачьих «почему». — М. : Вагриус, 1993. — 336 с. — 100 000 экз. — (М. : Аквариум-принт, 2006).
- 200 кошачьих «почему»[131]. — М. : Вагриус ; Агентство «Граф Илья Толстой», 1995. — 368 с. — 35 000 экз.
- 100 кошачьих «почему». Вопросы и ответы[132] (2012)
- Животные в вашем доме. — М. : Современник, 1997. — 280 с. — 1000 экз. (В соавторстве с В. Г. Черкашиным.)
- Кошка в вашем доме. — М. : Профиздат, 1996. — 216 с. — 30 000 экз. — (1997. — 216 с. — 15 000 экз.).
- Ваша кошка: содержание, кормление, лечение. — М. : МИЧ ; Гамма, 1998. — 512 с.. — 15 000 экз.
- 300 кошачьих «почему». — М. : Аркадия, 1996. — 576 с. — 10 000 экз. — (1998. — 20 000 экз.).
- Кошачьи тайны. — М. : Фитон+, 1999. — 192 с. — 10 000 экз.
- Бабочки[133] (2001)
- Ваша кошка. — Эксмо-пресс, 2002.
- Ваша любимая кошка[134]. — М. : Дрофа-плюс, 2004.
- Птицы в доме[135] (2004)
- Декоративные грызуны[136]. — М. : Вече, 2004.
- Кошки. Породы, стандарты[137] (2005)
- 500 кошачьих «почему». — М. : Аквариум-принт, 2005.
- Настольная книга аквариумиста[138] (2007)
- Кошка в вашем доме[139] (2011)
- Большой энциклопедический словарь живой природы для детей[140] (2014)
- Кошка. Полное руководство по воспитанию и уходу[141] (2016)
- Персидские кошки[142] (2014)

### Географія, подорожі
- Америка, Австралия и Океания[143] (2004)
- Чудо исцеления: энциклопедия-путеводитель[144] (2008)
- Русская Индия[145] (2010)
- Казань (путеводитель)[146] (2013)

### Біографії
- Вольф Мессинг. — М., 1998.
- Брем[147]. — М. : Вече, 2012.
- Карлос Кастанеда. Путь мага и воина духа[148] (2014)
- Леонардо да Винчи. Опередивший время[149] (2014)

### Лінгвістика, мовознавство
- Лучшие афоризмы на каждый день[150] (2013)

## Інтернет-ресурси
- Библиография Н. Н. Непомнящего на сайте profilib.com
- Биография Н. Н. Непомнящего на сайте «Сто великих»